# Rosangélica Piscitelli
Rosangelica Piscitelli Ferreri (Los Teques, Estado Miranda, Venezuela; 3 de septiembre de 1993) es una actriz, modelo y reina de belleza venezolana representante del Estado Miranda en el Miss Venezuela 2016 donde se posicionó como cuarta finalista.
Rosangelica Piscitelli nació el 3 de septiembre de 1993 en Los Teques, Venezuela, pero se crio en la ciudad de Caracas desde muy joven Posee ascendencia italiana. Rosangelica desde pequeña le han interesado las artes, declarándole a sus padres que quería ser artista.

## Carrera

### Actriz
Su primera actuación en televisión fue en 2007 en la serie Somos tú y yo, en donde interpretó a Rosy, amiga de la villana principal. A pesar de las múltiples críticas recibidas, la serie ganó popularidad rápidamente, siendo renovada por una tercera temporada, siendo una de las series más exitosas del canal. Somos tú y yo finalizó el 13 de noviembre de 2008 y su episodio final tuvo una audiencia de aproximadamente 9.8 millones.
En enero de 2009, Rosangélica logra obtener un rol regular en la serie original de Boomerang, Somos tú y yo, un nuevo día, basada en la película de 1978 Grease, interpretando a Rosángela.
En mayo de 2010, da su gran salto a la fama, consiguiendo el papel de Rosie Rojas en serie de Boomerang NPS: No puede ser, una serie derivada de Somos tú y yo. La serie se estrenó el 8 de noviembre de 2010,. con una audiencia de 4.3 millones de espectadores.
En enero de 2011, Piscitelli fue presentadora del programa de televisión juvenil SUB: Soy un boom.

### Miss Miranda 2016
Rosangélica participó en la primera edición del concurso de belleza regional Miss Miranda 2016 representando al Municipio Guaicaipuro donde obtuvo las bandas especiales de "Miss Fotogénica" y "Miss Internet". En la noche final del certamen realizado el 5 de mayo en el Eurobuilding Hotel & Suites, Caracas; logra posicionarse entre las tres finalistas permitiéndole un pase directo hacia el Miss Venezuela 2016. 
Finalmente en la presentación oficial a la prensa de las candidatas al Miss Venezuela 2016, resulta ser la ganadora obteniendo el derecho de representar al Estado Miranda en el Miss Venezuela 2016.

### Miss Venezuela 2016
Durante la gala interactiva del Miss Venezuela 2016, evento previo a la noche final del concurso, Rosangélica ganó las bandas especiales de "Miss Rostro", "Miss Online" y "Miss Belleza Integral". Días después en un evento especial se otorgó una nueva banda especial "Miss Salud y Estética" la cual recayó sobre ella. 
La final del Miss Venezuela 2016 se llevó a cabo en Venevisión, Caracas; la noche del 5 de octubre donde Rosangélica se posicionó como cuarta finalista obteniendo además las bandas de "Miss Elegancia" y "Miss Fotogénica".

## Filmografía

### Televisión
| Año         | Título                      | Rol                        |
| ----------- | --------------------------- | -------------------------- |
| 2007 - 2008 | Somos tú y yo               | Rosángela "Rosie" Rojas    |
| 2009        | Somos tú y yo, un nuevo día | Rosángela "Rosie" Rojas    |
| 2010 - 2011 | NPS: No puede ser           | Rosángela "Rosie" Rojas    |
| 2011 - 2013 | SUB: Soy un boom            | Presentadora               |
| 2016        | Miss Venezuela 2016         | Concursante (Miss Miranda) |

## Cronología
| Predecesor: Katherine García | Miss Miranda 2016 | Sucesor: Oriana Gil |